# A Corpus of Rembrandt Paintings
A Corpus of Rembrandt Paintings ist ein vom Rembrandt Research Project zwischen 1982 und 2015 in sechs Bänden herausgegebenes Werkverzeichnis der Gemälde Rembrandt van Rijns. Das ursprüngliche Ziel bestand in der Abschreibung all jener Gemälde, die Rembrandt im 19. und 20. Jahrhundert zu Unrecht zugeschrieben worden sind. Dazu sollten statt der bisherigen Praxis der intuitiven Beurteilung durch Connaisseure alle Zu- und Abschreibungen der in Frage kommenden Gemälde nach wissenschaftlichen Untersuchungen erfolgen.
Die Abschreibungspraxis des Rembrandt Research Project wurde während und nach den Veröffentlichungen der ersten drei Bände heftig kritisiert. Zudem zeigte sich, dass die angewandten Methoden der Dendrochronologie und der Materialanalyse von Grundierungen und Farben keine Unterscheidung der Werke Rembrandts von denen seiner Schüler und Werkstattmitarbeiter erlaubte. Abschreibungen aufgrund wissenschaftlicher Untersuchungen waren die seltene Ausnahme, meist bestätigten die Untersuchungsergebnisse nur bereits aus anderem Grund ergangene Urteile.
1993 wurde Ernst van de Wetering Leiter des Rembrandt Research Project und damit für den vierten und fünften Band verantwortlich. Er schrieb eine Reihe der seit 1982 abgeschriebenen Arbeiten wieder Rembrandt zu. Im 2015 erschienenen sechsten und letzten Band der Reihe wurde weitgehend im Stil früherer Werkverzeichnisse das gesamte Werk Rembrandts dargestellt, soweit van de Wetering es als authentisch ansah.

## Hintergrund
Frühere Werkverzeichnisse Rembrandts basierten auf stilkritischen und intuitiven Zuschreibungen anerkannter Rembrandt-Experten, die ihre Entscheidungen nicht begründen mussten. Der erste Catalogue raisonné der Werke Rembrandts war der 1836 erschienene siebte Band von John Smith A catalogue raisonné of the works of the most eminent Dutch, Flemish, and French painters. Herausragend wegen der Form der Präsentation war Wilhelm Bodes von 1897 bis 1905 in acht Bänden veröffentlichtes Werk Rembrandt. Beschreibendes Verzeichniss seiner Gemälde mit den heliographischen Nachbildungen. Daran hatte Cornelis Hofstede de Groot bereits mitgearbeitet, der von 1907 bis 1928 zehn Bände seines Beschreibendes und kritisches Verzeichnis der Werke der hervorragendsten holländischen Maler des 17. Jahrhunderts vorlegte. Die Reihe, deren siebter Band Rembrandt und Nicolaes Maes gewidmet war, folgte seinen Angaben zufolge dem Muster des Catalogue raisonné von Smith. Hofstede de Groot leistete hervorragende Arbeit in Bezug auf die detaillierte Schilderung von Provenienzen. Er nahm jedoch unkritisch eine Vielzahl von Werken auf, bei denen Rembrandts Urheberschaft kaum belegt oder längst widerlegt war. Mit Wilhelm Reinhold Valentiners Veröffentlichungen unter dem Titel Rembrandt. Wiedergefundene Gemälde erreichte Rembrandts vermeintliches Werk seinen größten Umfang. Dabei war sicher von Bedeutung, dass die Pariser Verleger Charles Sedelmeyer (für Wilhelm Bode) und Franz Kleinberger (für Hofstede de Groot) in erster Linie als Kunsthändler tätig waren, die Kunsthistoriker der Jahrhundertwende schrieben für den Kunsthandel.
Der 1935 von Abraham Bredius vorgelegte Katalog der Gemälde Rembrandts war für die folgenden 30 Jahre die Referenz. Darauf folgte 1968 das Werkverzeichnis Horst Gersons und im Jahr darauf die von Gerson überarbeitete dritte Auflage des Katalogs von Bredius. Gerson war bereits als Ikonoklast bezeichnet worden, da er zahlreiche Gemälde abgeschrieben oder zumindest in Zweifel gezogen hatte. All diese Verzeichnisse hatten den Mangel, dass sie keine eingehende Erörterung von Urheber, Datierung, Motiv, Stil und Provenienz der einzelnen Gemälde vornahmen. Vielmehr basierte die Zuschreibung oder Abschreibung eines Werks seit dem 19. Jahrhundert auf dem Urteil des Verfassers, des Connaisseurs, dessen intuitive Einschätzung nur selten in Frage gestellt wurde. Cornelis Hofstede de Groot hatte noch 1923 ausdrücklich und mit Erfolg gegen das Ergebnis naturwissenschaftlicher Untersuchungen und für seine eigene Kennerschaft argumentiert. Das 1968 von Kunsthistorikern gegründete Rembrandt Research Project hatte das Ziel, das Werk Rembrandts von falschen Zuschreibungen zu befreien und ein Werkverzeichnis zu erstellen, das für alle in Frage kommenden Werke eine begründete Zuschreibung oder Abschreibung vornimmt. Nicht die Autorität eines Kunsthistorikers oder Connaisseurs, sondern nachprüfbare Ergebnisse wissenschaftlicher, vor allem naturwissenschaftlicher, Untersuchungen sollten ausschlaggebend sein.

## Geschichte
Zunächst, in den ersten drei Bänden des auf fünf Bände angelegten Corpus, wurde jedes Gemälde in eine von drei Kategorien einsortiert. Die Kategorie A enthielt jene Gemälde, die als unzweifelhaft und nachweislich echt angesehen wurden. Die Kategorie C wurde für Werke vergeben, die unzweifelhaft und nachweislich nicht von Rembrandt stammten. Dabei wurden in der Gruppe C zunächst nur solche Werke aufgeführt, die bereits 1935 im Werkverzeichnis von Abraham Bredius enthalten waren. Schließlich wurden Gemälde, die nicht zuverlässig als Rembrandt oder Nicht-Rembrandt erkannt wurden, in die Kategorie B eingeordnet. Bereits im zweiten Band wurde die Werkauswahl nach dem Katalog Bredius’ verworfen, nunmehr wurden alle Bilder des Katalogs von Horst Gerson aus dem Jahr 1968 als Basis herangezogen, zuzüglich einiger Gemälde, die in der Nachkriegsliteratur als mögliche Werke Rembrandts diskutiert wurden.
Es zeigte sich bald, dass die Durchführung naturwissenschaftlicher Untersuchungen jedes einzelnen Werks und deren Interpretation durch die gesamte Gruppe die Arbeit am Corpus stark verzögerten. Zuletzt wurde vom ursprünglichen Ansatz der naturwissenschaftlichen Untersuchung aller Werke als Basis der Beurteilungen Abstand genommen, Zuschreibungen und Abschreibungen erfolgten wieder vorrangig auf der Basis der Stilanalyse. Nach dem Erscheinen des dritten Bandes im Jahr 1989 war für die meisten Mitarbeiter der Gruppe das Projekt abgeschlossen, da sie die Bearbeitung des gesamten Werks nicht mehr für möglich hielten. Die älteren Mitglieder zogen sich 1993 aus dem Projekt zurück, das jedoch unter der Leitung von Ernst van de Wetering fortgeführt werden sollte.
Ernst van de Wetering war der Auffassung, dass das noch unbearbeitete Spätwerk Rembrandts der eigentlich interessante Teil seines Schaffens sei. Daher wollte er den ursprünglichen Plan eines umfassenden Werkverzeichnisses aus wissenschaftlicher Grundlage weiter verfolgen, aber auf die starre Kategorisierung in „Rembrandt“, „Nicht-Rembrandt“ und „unbestimmt“ verzichten. Für Gemälde in öffentlichen Sammlungen sollte zukünftig vor einer Veröffentlichung das Gespräch mit den Kuratoren gesucht werden, und eine kleine Gruppe von Wissenschaftlern verschiedener Fachgebiete sollte an Untersuchungen und Beurteilungen der Gemälde mitwirken. Die durch die Untersuchungen gewonnenen objektiven Kriterien, die für sich genommen oft nur eine geringe Aussagekraft hatten, sollten zu einem schlüssigen Gesamtbild zusammengefügt werden. Van de Wetering folgte dabei der Auffassung, dass ein Gemälde keine Abbildung in einem bestimmten Stil ist. Vielmehr ist es die in einem komplexen schöpferischen und handwerklichen Prozess erarbeitete Antwort auf eine künstlerische Herausforderung.
In der Pause zwischen dem dritten und vierten Band erläuterte van de Wetering in einem Artikel die Neuausrichtung des Projekts anhand eines Gemäldes, das Rembrandt neu zugeschrieben wurde: dem Selbstporträt mit flachem Hut von 1642 in der Royal Collection im Windsor Castle.
Der vierte und fünfte Band umfasst die Gruppen der Selbstporträts und der kleinformatigen Historienbilder, und bereits in diesen Bänden wurden einige früher dargestellte Gemälde neu bewertet. Fast einhundert nach 1642 entstandene Gemälde, darunter großformatige Historienbilder, Bibelszenen, Landschaften und alle Porträts außer den Selbstporträts, waren in den fünf erschienenen Bänden nicht dargestellt. Das war etwa ein Viertel des Werks, womit das Ziel eines umfassenden Werkverzeichnisses klar verfehlt war. Daher arbeitete Ernst van de Wetering weiter, und besichtigte zwischen 2005 und 2012 fast alle bekannten Gemälde Rembrandts.
Das Corpus wurde 2014 nach 46 Jahren Arbeit mit dem sechsten Band abgeschlossen, der 2015 erschien und in überwiegend sehr knappen Darstellungen alle 340 zum Redaktionsschluss Rembrandt zugeschriebenen Werke – und nur die – aufführt. Dabei wird das Ziel verfolgt, die Gemälde nicht voneinander isoliert, sondern im Zusammenhang und als Teil einer künstlerischen Entwicklung zu präsentieren. Folglich wurde eine neue Nummerierung erstellt, die eine Chronologie von Rembrandts Malerleben nach dem aktuellen Stand der Forschung ist.

## Einzelbände

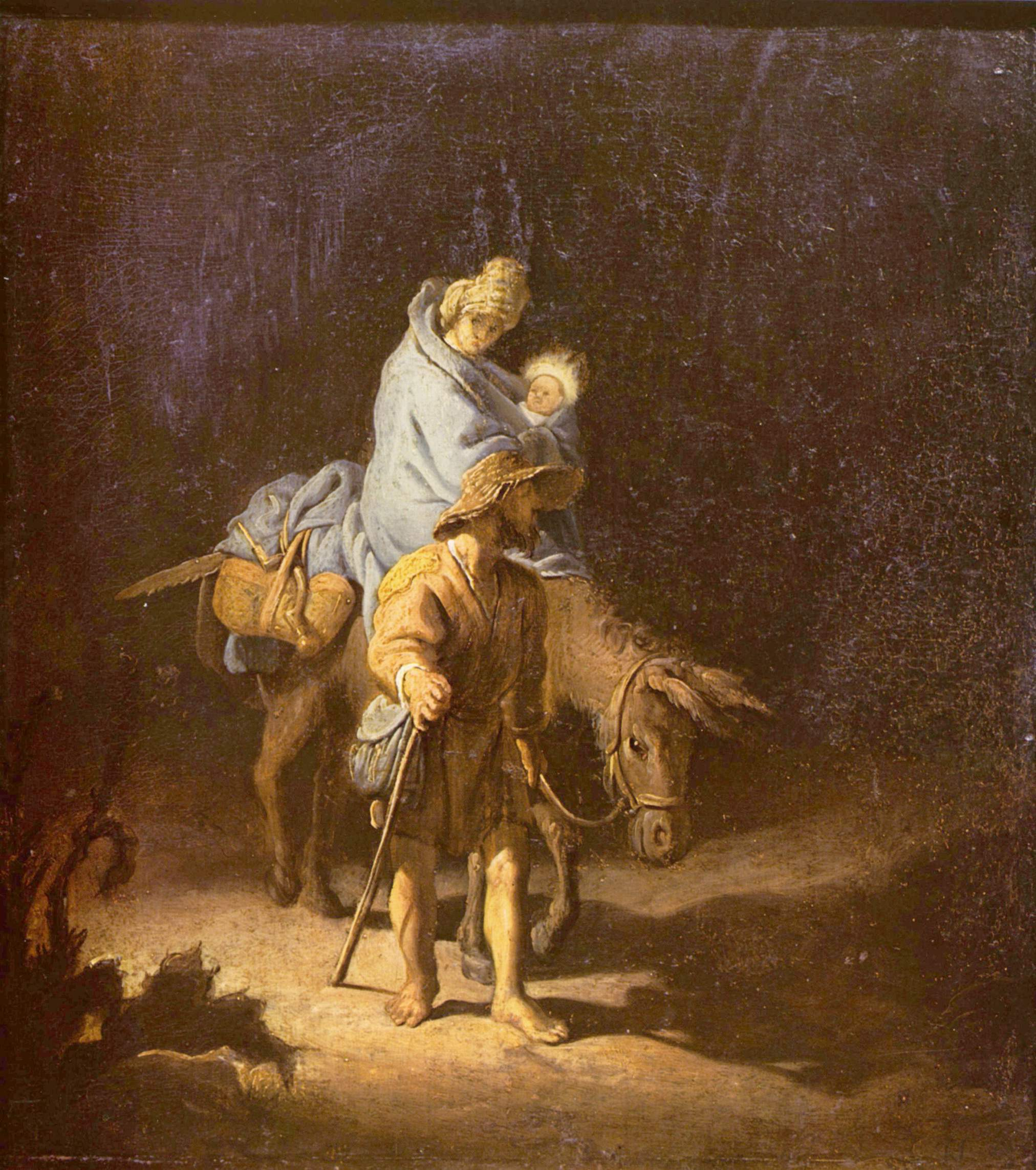
Die Flucht nach Ägypten, 1627, Musée des Beaux-Arts de Tours, im ersten Band abgeschrieben

### Band 1:1625–1631(1982)
Der erste Band der Reihe umfasst die Leidener Periode Rembrandts, nach dem zweiten Teil seiner Ausbildung bei Pieter Lastman in Amsterdam, und vor der dauerhaften Umsiedlung von seiner Geburtsstadt Leiden nach Amsterdam. Der Band beginnt nach dem Vorwort und technischen Hinweisen mit vier einführenden Essays, die sich auf mehr als sechzig Seiten mit der stilistischen Entwicklung Rembrandts, seinen Materialien und Arbeitsmethoden, dem Wert von Reproduktionen in frühen Drucken, und Rembrandts Signaturen befassen. Der Katalogteil umfasst 610 Seiten mit Beschreibungen von 42 als authentisch angesehenen Gemälden der Gruppe A, 44 verworfenen oder abgeschriebenen der Gruppe C, und sieben Gemälden, für die Rembrandt als Urheber weder nachgewiesen noch ausgeschlossen werden kann (Gruppe B). Alle Gemälde sind abgebildet, allerdings fast ausnahmslos in Schwarzweiß-Aufnahmen, und fast alle Gemälde werden mit mehreren Detailfotos und Röntgen- und Infrarotaufnahmen gezeigt. Die einzelnen Katalogeinträge sind bei den ersten drei Bänden in neun Punkte gegliedert:
1. Zusammengefasste Einschätzung; wenige Zeilen zur Authentizität des Gemäldes.
2. Beschreibung des Gemäldes; im Sinne einer Bildbeschreibung.
3. Beobachtungen und technische Untersuchung; Datum und Umstände der Begutachtung, mit Angabe der beteiligten Projektmitglieder; Unterlage (Holztafel oder Leinwand); Grundierung; Farbschicht; Röntgen- und Infrarotaufnahmen, Signatur, Firnis.
4. Kommentare; die Projektmitglieder geben eine in der Regel einstimmige Beurteilung des Gemäldes ab, ordnen es in das Werk Rembrandts ein und erläutern Beziehungen zu anderen Werken;
5. Dokumente und Quellen;
6. Graphische Reproduktionen;
7. Kopien;
8. Provenienz;
9. Zusammenfassung der Ergebnisse der Untersuchung.[11]

Im Katalogteil wurden elf Werke neu abgeschrieben, das war ein Fünftel des bis dahin Rembrandt zugeschriebenen Bestands aus dem Zeitraum bis 1631. Dabei waren so bekannte Werke wie die Flucht nach Ägypten, Ein alter Gelehrter in einem Gewölbe und Der Zinsgroschen. Die ersten beiden, eine Anzahl weiterer Werke der Gruppe C, und alle sieben in die Gruppe B eingeordneten Werke, wurden mittlerweile wieder Rembrandt zugeschrieben.

### Band 2:1631–1634(1986)
Der zweite Band des Corpus umfasst lediglich die Werke aus dreieinhalb Jahren, von Rembrandts Umzug nach Amsterdam bis 1634, dem Jahr seiner Hochzeit mit Saskia van Uylenburgh. Dieser Band beginnt mit einer im Vergleich zum ersten Band noch umfangreicheren Einleitung mit sechs Essays. Behandelt werden die stilistischen Merkmale von Rembrandts Porträts der 1630er Jahre, die Leinwände, Probleme der Ausbildung von Schülern und des Werkstattbetriebs, Mäzene und frühe Käufer, und die Signaturen von 1632 bis 1634.
Der Katalogteil mit 720 Seiten beschreibt 62 als echt anerkannte Gemälde, 38 Abschreibungen und einen Zweifelsfall der Gruppe B. Der Anhang mit Addenda and Corrigenda zum ersten Band ist ziemlich umfangreich, er behandelt auf mehr als 20 Seiten 15 der im ersten Band beschriebenen Werke, teilweise mit kleinen Korrekturen und Ergänzungen. Enthalten ist auch der Nachtrag eines Werkes, das eigentlich in den ersten Band gehört hätte, und eine Abschreibung.

### Band 3:1635–1642(1986)
Der dritte Band behandelt die Zeitspanne von 1635 bis 1642 und schließt mit Rembrandts Die Nachtwache ab. Wie im zweiten Band bildete das Werkverzeichnis Horst Gersons die Grundlage für die Auswahl der besprochenen Gemälde. Nach dem Essay des zweiten Bands über den Stil der Porträts beginnt der dritte Band mit einem Essay über die den Stil der Historiengemälde der 1630er Jahre. Es folgen Beiträge von Josua Bruyn über die Werkstatt Rembrandts und die Signaturen von 1635 bis 1642. Insgesamt wird in diesem Band den einführenden Essays deutlich weniger Raum gegeben.
Der Katalog mit mehr als 700 Seiten umfasst 42 als authentisch eingeschätzte Gemälde, davon eines, das von Gerson nicht genannt wurde. Von vier Zweifelsfällen der Gruppe B waren zwei bei Gerson nicht enthalten, hinzu kommen vierzig vom Rembrandt Research Project zurückgewiesene Gemälde.
Im dritten Band wurde darauf reagiert, dass die ursprünglich in den Vordergrund gestellte Beurteilung der Gemälde nach naturwissenschaftlichen Kriterien nur eingeschränkte Aussagekraft hatte. Eine Bestätigung, dass Unterlage, Grundierung und Farben in die Zeit Rembrandts passen, oder dass das Holz vom selben Baum und die Leinwand von derselben Rolle wie ein nachweislich echter „Rembrandt“ stammten, ließen immer noch die Möglichkeit offen, dass es sich nur um das Werk eines Mitarbeiters der Werkstatt handelte. Auf die traditionelle Stilkritik wurde, insbesondere zur Abgrenzung von Rembrandts eigenen Werken zu Arbeiten seiner Werkstatt, wieder mehr Wert gelegt.

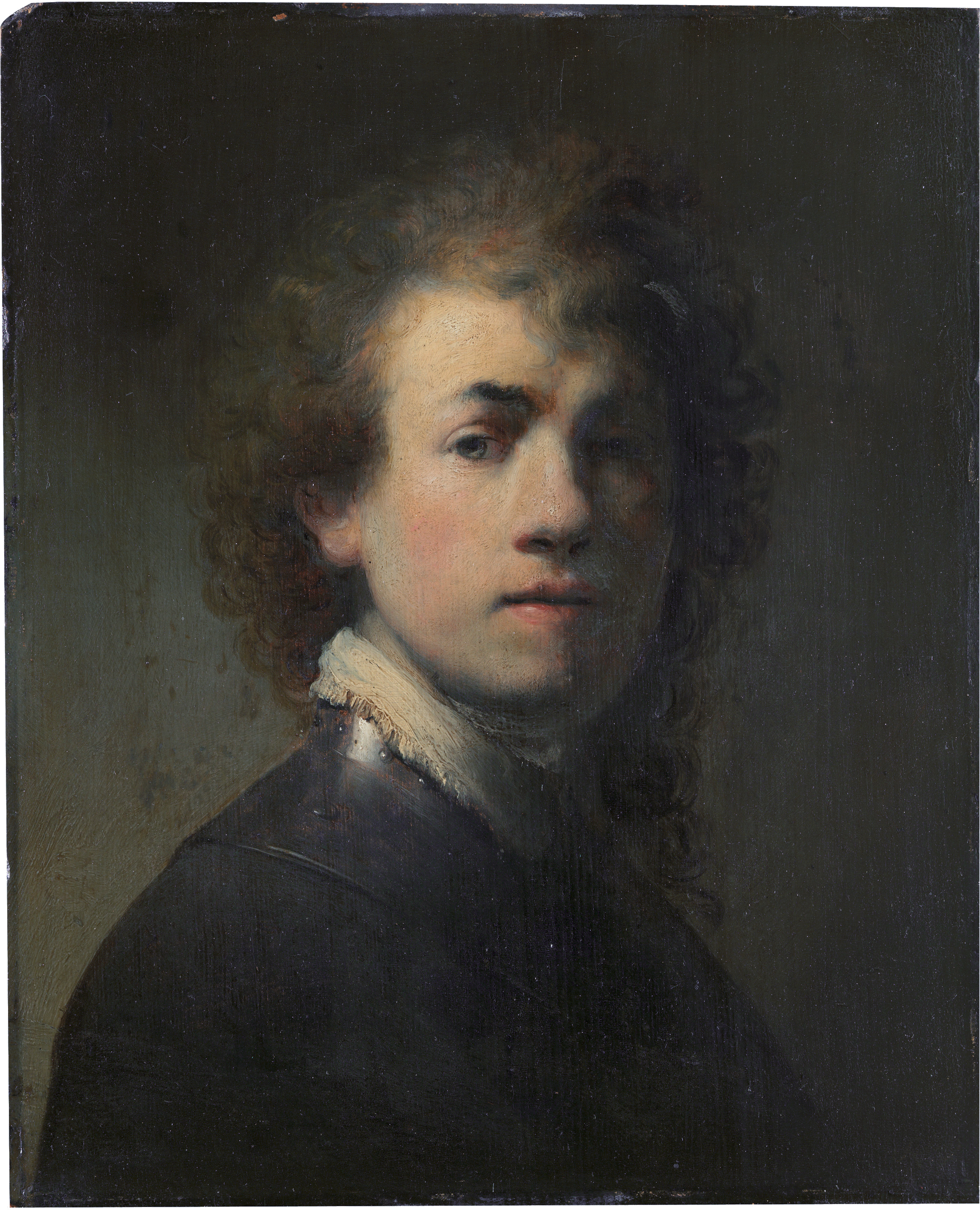
Selbstbildnis mit Halsberge, ca. 1629, Germanisches Nationalmuseum, Nürnberg, im vierten Band Rembrandt zugeschrieben

### Band 4:The Self-Portraits(2005)
Der vierte Band erschien mit sechzehn Jahren Abstand und beginnt wiederum mit ausführlichen Essays. Im ersten wird die Bedeutung der „eigenhändigen“ Gemälde im 17. Jahrhundert erörtert, darauf folgt eine Abhandlung über Rembrandts Kleidung auf seinen Selbstporträts und deren Bedeutung. Auf mehr als 200 Seiten stellt van de Wetering Probleme der Authentizität und der Funktion von Rembrandts Selbstporträts dar. Karin Groen schreibt über die Grundierungen in Rembrandts Werkstatt und bei seinen Zeitgenossen, und zum Abschluss folgen biografische Informationen für den Zeitraum von 1642 bis 1669.
Die umfangreichen Essays lassen für den Katalogteil nicht einmal 300 Seiten Raum, davon fast fünfzig Seiten Ergänzungen und Korrekturen zu den ersten drei Bänden. Die Gliederung der Katalogeinträge wurde im vierten und fünften Band gestrafft, indem die jeweils ersten drei Punkte zu einer Einleitung und Beschreibung zusammengefasst wurden und der letzte Punkt der Zusammenfassung entfiel. Der Band enthält die Beschreibungen von 29 in den drei vorherigen Bänden noch nicht behandelten Selbstporträts. Unter den Korrekturen fällt das Selbstbildnis mit Halsberge auf, dessen vermeintliche Kopie im Germanischen Nationalmuseum zu Lasten der Version im Mauritshuis in Den Haag zum Original hochgestuft wurde. Dasselbe Schicksal begünstigte das Indianapolis Museum of Art mit seinem Selbstporträt mit Barett.

### Band 5:The Small-Scale History Paintings(2011)
Der erste einführende Essay versucht auf fast 140 Seiten, die Kunsttheorie Rembrandts zu rekonstruieren. Der zweite Essay mit fast 120 Seiten unternimmt eine Chronologie und Untersuchung von Rembrandts kleinformatigen Historienbildern, unter Einschluss von Gemälden, Stichen und einer Auswahl der Zeichnungen. Darin werden acht in den früheren Bänden abgeschriebene Gemälde wieder als Rembrandt anerkannt, und zusätzlich zwei bislang nicht besprochene Gemälde Rembrandt zugeschrieben. Drei deutlich kürzere Essays behandeln Rembrandts Prototypen und die nach ihnen von seinen Schülern gemalten Kopien, Varianten oder „Satelliten“, die Qualität und Rembrandts Bildgedächtnis, und die Gemälde Rembrandts mit Beteiligung anderer Maler.
Auf die mehr als 320 Seiten der Essays folgt ein nur wenig umfangreicherer Katalog, in dem dreißig Gemälde besprochen werden. Der Korrekturteil fällt diesmal knapp aus und beschränkt sich auf eine Aufstellung der acht Zuschreibungen und der beiden neu identifizierten Gemälde aus dem zweiten Essay.

### Band 6:Rembrandt’s paintings revisited. A complete survey(2015)
Der sechste Band stellt einen Überblick über das gesamte malerische Werk Rembrandts dar, wie es sich nach mehr als vierzig Jahren Forschung des Rembrandt Research Projects darstellt. Während Christian Tümpel in seinem Werkverzeichnis von 1986 nur 280 authentische Werke Rembrandts nannte, sind nunmehr wieder 340 Gemälde aufgeführt. Die Differenz beruht nicht auf neuen Entdeckungen, von denen es nur wenige gab, sondern auf einer gewandelten Einschätzung bekannter Gemälde.
Wie die ersten fünf Bände beginnt auch dieser mit Essays, diesmal sind es zwei von Ernst van de Wetering. Der weitaus umfangreichere mit mehr als fünfzig Seiten hat den Titel What is a Rembrandt? A personal account, der zweite fragt What is a non-Rembrandt? Es schließen sich 410 Seiten mit Tafeln und biografischen Notizen an, dabei sind die Gemälde chronologisch sortiert. Die Gliederung erfolgt nach Rembrandts Lebensabschnitten in eine Leidener und drei Amsterdamer Perioden, und zwei Phasen seines Spätwerks. Auf den Bildteil folgen etwa 200 Seiten mit Anmerkungen zu den Tafeln, die bei vielen schon in den früheren Bänden beschriebenen Werken nur wenige Zeilen umfassen, und sich auch bei den neuen Gemälden allenfalls über wenige Seiten erstrecken.
Ernst van de Wetering führte den Zuwachs von als authentisch anerkannten Gemälden darauf zurück, dass seine Vorgänger bestrebt waren, das Werk Rembrandts zu bereinigen. Dabei seien sie bisweilen dürftigen Argumenten für eine Abschreibung gefolgt. Als ein weit überwiegend von einem einzelnen Autor erstelltes Werk, mit dem stark reduzierten Umfang der Beschreibungen und den in den Hintergrund getretenen wissenschaftlichen Untersuchungen der Gemälde, kommt der sechste Band wieder dem traditionellen Catalogue raisonné als dem Werk eines einzelnen Connaisseurs nahe.

## Rezeption

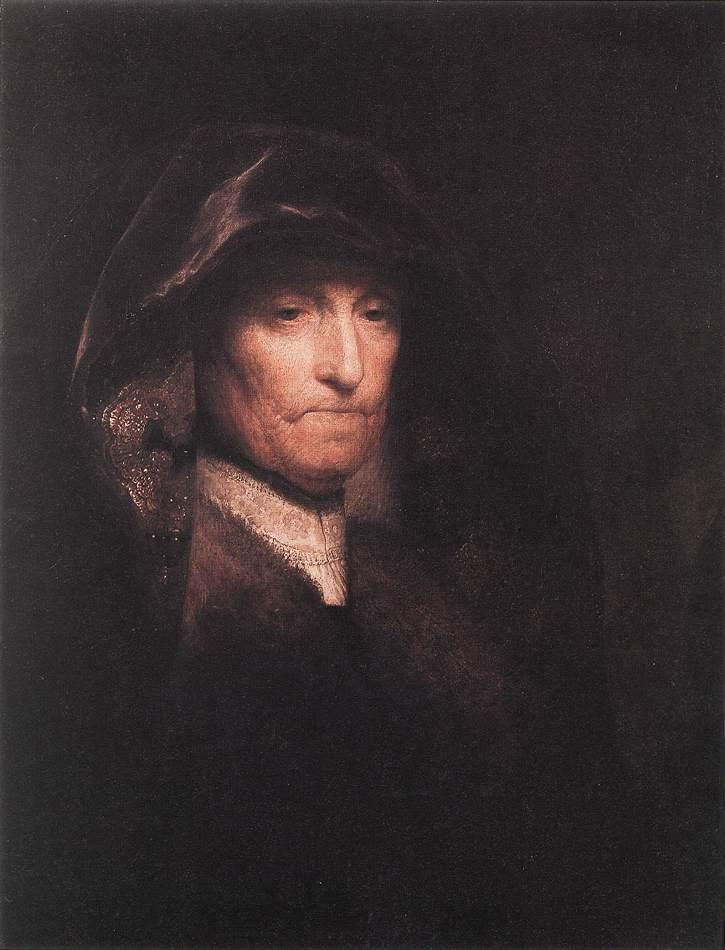
Büste einer alten Frau, 1630/1631, Royal Collection, Windsor Castle, Rembrandt oder Jan Lievens

Die Veröffentlichungen der einzelnen Bände des Corpus of Rembrandt Paintings wurden jeweils mit großer Aufmerksamkeit zur Kenntnis genommen, und erregten weit über die Fachwelt hinaus Aufsehen. Die rigorose Abschreibungspraxis des Rembrandt Research Project ließ den Londoner Guardian und The New York Times von „Blut auf der Leinwand“ schreiben, und das Rembrandt Research Project als „Amsterdam Mafia“ bezeichnen. Darauf sprang der Kunsthistoriker und Schriftsteller Anthony Bailey an und zitierte Julius Held: „Sind diese Leute blind?“ 1991 kritisierte der Kunsthistoriker Gary Schwartz das Rembrandt Research Project wegen der unzureichenden Berücksichtigung historischer Dokumente. Dabei bezog er sich auf das Gemälde Büste einer alten Frau im Windsor Castle, das im ersten Band des Corpus noch als Original bezeichnet, und im zweiten Band Jan Lievens zugeschrieben wurde. Ein weiterer Kritikpunkt war die uneinheitliche Bewertung der Pentimenti, die mal als ein Echtheitsmerkmal akzeptiert und mal verworfen wurden.
Peter Schatborn begrüßte die hohe Qualität der Illustrationen, von denen aber eine Reihe zu dunkel geratenen sei. Er hätte sich aber noch mehr Detailaufnahmen und farbige Abbildungen gewünscht. Schatborn wies auf die Namensnennung der Autoren bei den einzelnen Beschreibungen und auf die Minderheitsmeinungen Ernst van de Weterings hin. Damit vertrat er eine Einzelmeinung, meist wurde von seinen Kollegen kritisiert, dass die Anonymität als Teil einer Gruppe den Mitgliedern des Rembrandt Research Projects eine Sicherheit vermittelt habe, die die zahlreichen Abschreibungen erst möglich machten.
In einer Rezension des ersten Bandes, im November 1983 im Editorial des Burlington Magazine, wurde die eingehende Untersuchung der Gemälde hervorgehoben. Den Beschreibungen einzelner Werke sei wegen deren Umfang eine Zusammenfassung vorangestellt worden. Die Detailfreude gehe so weit, für Rembrandts Der Künstler in seinem Atelier im Bostoner Museum of Fine Arts eine umfangreiche Erörterung vorzunehmen, wo sich das abgebildete Atelier befunden hat. Der Rezensent sah einerseits, dass die Darlegung aller Fakten den Leser in die Lage versetzen sollte, die Argumente für und wider eine Zuschreibung an Rembrandt nachzuvollziehen, und sich selbst aktiv an der Diskussion zu beteiligen. Andererseits würden Fotografien hoher Qualität viel von den Beschreibungen überflüssig machen, mehr Illustrationen und weniger Text würden die Aufgabe des Lesers erleichtern. Der Preis für die Informationsfülle sei ein unbequem schwerer Band.
Der Kunsthistoriker Christopher White rügte die überaus wortreiche Darstellung jedes einzelnen Gemäldes. Die ausführlichen Beschreibungen der Grundierungen und Farbschichten erweckten nur den Eindruck, sie basierten auf einer wissenschaftlichen Grundlage. Das Bemühen, auch feine Nuancen der Meinungsäußerungen einzelner Mitglieder des Rembrandt Research Project wiederzugeben, führe zu wortreichen und oftmals sich wiederholenden Beschreibungen, denen jeweils ein eigenes Vorwort und eine Zusammenfassung vor- und nachgestellt wurden. Kürzere Beschreibungen hätten die Argumente deutlicher hervortreten lassen, Platz gespart und so das ganze Projekt deutlich beschleunigt. Festina lente allzu wörtlich zu nehmen sei vor dem Hintergrund der begrenzten menschlichen Lebensspanne ein gefährliches Konzept.
Bemängelt wurde in den Fällen umstrittener Zuschreibungen das Fehlen einer Zusammenfassung der früher in der kunsthistorischen Literatur vorgetragenen Meinungen zugunsten oder zu Ungunsten eines Werks. Wo keine genauen Angaben zum Kaufdatum existieren wäre die Angabe einer Schätzung für das Datum des Erwerbs oder den Zeitraum des Besitzes von Nutzen. Ein Beispiel ist Samson und Delilah, dessen Zuschreibung an Rembrandt oder Lievens seit 1956 umstritten ist, und für das keine hinreichend genauen Angaben über den Kauf durch das Rijksmuseum Amsterdam gemacht werden. Positiv wird vermerkt, dass die Angaben zu wissenschaftlichen Untersuchungen von Untergrund, sei es Holz oder Leinwand, Grundierung und Farbschicht in ihrem Umfang neuartig für ein Werkverzeichnis sind. Auf sie folgt die meist von entsprechenden Abbildungen begleitete Analyse von Röntgen- und Infrarotaufnahmen, die ebenfalls neuartig für ein solches Werk ist.
Auch die starre Kategorisierung erregte in Bezug auf die abgeschriebenen Werke Unmut unter Kunsthistorikern. Der Zwang zur Entscheidung, ob ein Werk von Rembrandt stamme oder nicht, führe bei Abschreibungen zur Gleichbehandlung von Arbeiten aus Rembrandts Werkstatt, Pastiches und Fälschungen. Das werde der Werkstattpraxis des 17. Jahrhunderts nicht gerecht, die es nicht nur möglich machte, sondern forderte, dass ein Meister die Arbeiten seiner Schüler und Mitarbeiter signierte und als seine Arbeiten ausgab. Das war einerseits darin begründet, dass die „Hand des Meisters“ weniger bedeutend als der „Geist des Meisters“ war, ein von Rembrandt erdachter Entwurf, den ein Schüler ausführte, war immer noch ein „Rembrandt“. Allerdings wurde in Inventaren des 17. Jahrhunderts bereits deutlich zwischen „Rembrandt“ und „nach Rembrandt“ unterschieden.
Seit dem ersten Band bevorzugten die Projekt-Mitarbeiter alternative Zuschreibungen gegenüber der puren Feststellung, bei einem Gemälde handele es sich nicht um einen Rembrandt. In der Folge kam es zu einer großen Zahl von Zuschreibungen an Jan Lievens und an Rembrandts Schüler, darunter Ferdinand Bol, Gerard Dou, Carel Fabritius und Isaac de Jouderville. Das führte wiederum zu dem Vorwurf, an Werke Rembrandts würden andere Maßstäbe als an vermeintliche Werke seiner Schüler angelegt.
Christopher White wies darauf hin, dass die Londoner National Gallery anlässlich ihrer von 1988 bis 1989 durchgeführten Ausstellung Art in the Making zwei Werke eingehend untersucht und als Originale Rembrandts bezeichnet hat, die im dritten Band des Corpus ganz abgeschrieben wurden (Porträt der Petronella Buys) oder von denen Teile von fremder Hand sein sollten (Porträt des Philips Lucasz.). White äußerte die Hoffnung, dass andere Museen dem Beispiel der National Gallery folgen werden, und die im Corpus veröffentlichten Einschätzungen ihrer Gemälde kritisch prüften.
Anlässlich der zahlreichen Veranstaltungen zum 400. Geburtstag Rembrandts im Jahr 2006 rezensierte Christopher Brown den neu erschienenen vierten Band und nahm Bezug auf seine drei Vorgänger. Während in den ersten Bänden ein allzu rigoroser Ansatz der Reduzierung verfolgt worden sei, zeichne sich der vierte Band durch die großzügige Inklusion aus. Insgesamt sei das Rembrandt Research Project über viele Jahre die treibende Kraft der Rembrandt-Forschung gewesen, und viele jüngere Forschungen seien in der Form zustimmender oder ablehnender Reaktionen auf den Corpus of Rembrandt Paintings erfolgt. Einige der Ausstellungen während des Rembrandt-Jahres seien Übungen im Zurückfordern von Werken Rembrandts, die in den ersten drei Bänden des Corpus abgeschrieben wurden. Dieser Prozess der erneuten Zuschreibung von Werken durch die Kuratoren von Ausstellungen habe 2001 mit der Kasseler Ausstellung Der junge Rembrandt. Rätsel um seine Anfänge begonnen, in der die Gruppe in einem Innenraum der National Gallery of Ireland als ein Werk Rembrandts gezeigt wurde.

## Bände
- Stichting Foundation Rembrandt Research Project (Hrsg.): A Corpus of Rembrandt Paintings. I. 1625–1631. Martinus Nijhoff, Den Haag/Boston/London 1982, ISBN 90-247-2764-2.
- dies.: A Corpus of Rembrandt Paintings. II. 1631–1634. Martinus Nijhoff, Dordrecht/Boston/Lancaster 1986, ISBN 90-247-3340-5.
- dies.: A Corpus of Rembrandt Paintings. III. 1635–1642. Martinus Nijhoff, Dordrecht/Boston/London 1989, ISBN 90-247-3782-6.
- dies.: A Corpus of Rembrandt Paintings. IV. The self-portraits. Springer, Dordrecht 2005, ISBN 1-4020-3280-3.
- dies.: A Corpus of Rembrandt Paintings. V. The Small-Scale History Paintings. Springer, Dordrecht 2011, ISBN 978-1-4020-4607-0.
- dies.: A Corpus of Rembrandt Paintings. VI. Rembrandt’s Paintings Revisited. A Complete Survey. Springer Science+Business Media, Dordrecht 2015, ISBN 978-94-017-9173-1.